# Comuna Velîkîi Mîtnîk, Hmilnîk
Velîkîi Mîtnîk (în ucraineană Великий Митник) este o comună în raionul Hmilnîk, regiunea Vinnița, Ucraina, formată din satele Budkiv, Filiopil, Kușelivka, Malîi Mîtnîk și Velîkîi Mîtnîk (reședința).

## Demografie
Componența lingvistică a satului Velîkîi Mîtnîk
     Ucraineană (99,08%)
     Alte limbi (0,85%)
Conform recensământului din 2001, majoritatea populației satului Velîkîi Mîtnîk era vorbitoare de ucraineană (99,08%), existând în minoritate și vorbitori de alte limbi.